# Calamus pennatula
Calamus pennatula är en fiskart som beskrevs av Guichenot, 1868. Calamus pennatula ingår i släktet Calamus och familjen havsrudefiskar. Inga underarter finns listade.